# Lautaro Guzmán (futbolista nacido en 2001)
Lautaro Guzmán (Buenos Aires, Argentina; 26 de septiembre de 2001) es un futbolista argentino. Juega de volante y su equipo actual es General Lamadrid de la Primera C del Fútbol Argentino.

## Trayectoria

### All Boys
Guzmán realizó las divisiones inferiores en All Boys y debutó como profesional el 14 de septiembre de 2019, ingresando a los 43 minutos por Alan Espeche en la derrota contra Quilmes por 3-1.
En 2021 firmó su primer contrato profesional, con finalización en diciembre de 2023.

## Clubes
Actualizado al 1 de enero de 2023
| Equipo                                  | Div.                | Temporada           | Liga     | Liga  | Copa Nacional(1) | Copa Nacional(1) | Copa Internacional | Copa Internacional | Total    | Total |
| Equipo                                  | Div.                | Temporada           | Partidos | Goles | Partidos         | Goles            | Partidos           | Goles              | Partidos | Goles |
| All Boys Argentina                      | 2.ª                 | 2019-20             | 1        | 0     | -                | -                | -                  | -                  | 1        | 0     |
| All Boys Argentina                      | 2.ª                 | 2020                | 0        | 0     | -                | -                | -                  | -                  | 0        | 0     |
| All Boys Argentina                      | 2.ª                 | 2021                | 8        | 0     | -                | -                | -                  | -                  | 8        | 0     |
| All Boys Argentina                      | 2.ª                 | 2022                | 2        | 0     | -                | -                | -                  | -                  | 2        | 0     |
| All Boys Argentina                      | Total               | Total               | 11       | 0     | -                | -                | -                  | -                  | 11       | 0     |
| Total en su carrera                     | Total en su carrera | Total en su carrera | 11       | 0     | -                | -                | -                  | -                  | 11       | 0     |
| (1) Incluye datos de la Copa Argentina. |                     |                     |          |       |                  |                  |                    |                    |          |       |